# Embrunais
L'Embrunais est une région naturelle de France située dans les Alpes aux environs de la ville d'Embrun, dans l'ancienne province du Dauphiné.

## Situation
Situé entre le massif des Écrins, le massif du Queyras, le massif d'Escreins et le massif du Parpaillon, l'Embrunais correspond aux vallées de la Durance entre Savines-le-Lac et L'Argentière-la-Bessée, de la Biaïsse et du Rabious. Il est entouré par le Briançonnais au nord, le Queyras à l'est, l'Ubaye au sud-est, le Gapençais au sud-ouest et le Champsaur à l'ouest.
L'Embrunais est aujourd'hui inclus dans le département des Hautes-Alpes ; il est partagé entre les arrondissements de Briançon pour sa partie haute, et de Gap pour le reste.

## Composition
L'Embrunais correspond à l'ancien bailliage d'Embrun, circonscription administrative de l'ancienne province du Dauphiné, et est usuellement subdivisé en trois parties :
- le pays de Chorges, au sud-ouest, qui s'étend de la vallée de l'Avance à la Durance ;
- l'Embrunais propre, comprenant Embrun, Savines et les vallées alpines environnantes ;
- le Guillestrois, au nord, aussi appelé Haut-Embrunais, il est d'aspect plus rude et montagnard.

L'Embrunais comprend les communes suivantes :
Pays de Chorges
- Avançon
- Chorges
- Espinasses
- Montgardin
- Remollon
- Rousset
- Saint-Étienne-le-Laus
- Théus
- Valserres

Embrunais propre
- Baratier
- Châteauroux-les-Alpes
- Crévoux
- Crots
- Embrun
- Les Orres
- Prunières
- Puy-Saint-Eusèbe
- Puy-Sanières
- Réallon
- Saint-André-d'Embrun
- Saint-Apollinaire
- Saint-Sauveur
- Savines-le-Lac

Guillestrois
- L'Argentière-la-Bessée
- Ceillac
- Champcella
- Eygliers
- Freissinières
- Guillestre
- Mont-Dauphin
- Réotier
- Risoul
- La Roche-de-Rame
- Saint-Clément-sur-Durance
- Saint-Crépin
- Vars

## Histoire
Les découvertes archéologique faites à Réallon prouvent que la région était peuplée dès l'âge du bronze. À l'époque celto-ligure elle était peuplée par les Caturiges. 
Les romains en firent une partie de la province des Alpes-Maritimes et en 297 Civitas Ebrodunensium, l'actuelle Embrun en devint la capitale. En 360 Saint Marcellin fonda un archevêché.
Au Moyen Âge, l’archevêque-prince d'Embrun était le seul maître de la ville d'Embrun. En 1160 le comte de Provence lui imposa un condominium. En 1210 et en 1247 le Dauphin, également héritier du comté d'Embrun, renouvela la même obligation . Une commune bourgeoise aux coutumes assez égalitaires en matière fiscale s'organisa ensuite avec le soutien du clergé. Elle chassa le bailli du comte et affirma ses libertés. Bien que réduites en 1258 celles-ci existaient encore en 1789. 
l'Embrunais faisait partie du Dauphiné, et fut rattaché au royaume de France en 1349.

## Le pays moderne
Aujourd'hui, la Communauté de communes de l'Embrunais est une structure administrative qui correspond approximativement au Bas Embrunais.